# Tanytarsus vespertinus
Tanytarsus vespertinus är en tvåvingeart som beskrevs av Frederick Wollaston Hutton 1902. Tanytarsus vespertinus ingår i släktet Tanytarsus och familjen fjädermyggor. Inga underarter finns listade i Catalogue of Life.